# Frédéric Spyers
Frédéric Spyers (Gent, 29 december 1866 - Antwerpen, 19 augustus 1941) was arts en politicus voor de BWP.

## Levensloop
Spyers promoveerde tot doctor in de geneeskunde en de natuurwetenschappen en vestigde zich in Antwerpen. 
Hij werd gemeenteraadslid van Antwerpen van 1921 tot 1935. Tevens was hij aldaar schepen van 1925 tot 1926. Bij de wetgevende verkiezingen van 16 november 1919 werd hij verkozen tot socialistisch senator voor het arrondissement Antwerpen. Zijn verkiezing werd in februari 1920 ongeldig verklaard. Hij werd opnieuw verkozen op 16 mei 1920, maar nam in oktober van dat jaar ontslag.
In de vrijzinnige middens was hij actief als leider van de Internationale voor de Rationele Opvoeding van het Kind en als medeoprichter en medewerker (1912-1914) van De Nieuwe School.